# Geoglossum viscosum
Geoglossum viscosum är en svampart som beskrevs av Pers. 1797. Geoglossum viscosum ingår i släktet Geoglossum och familjen Geoglossaceae.   Inga underarter finns listade i Catalogue of Life.